# 卡米納卡區
卡米納卡區（西班牙語：Distrito de Caminaca），是秘魯的一個區，位於該國東南部普諾大區的阿桑加羅省，面積146.88平方公里，海拔高度3,804米，2005年人口3,791，人口密度每平方公里26人。